# Mataró
Mataró város Spanyolországban, Barcelona tartományban, Maresme járásban, egyúttal a járás legnépesebb települése. Lakosainak száma 131 798 fő (2024).

## Történelme
Mataró eredete a római időkre nyúlik vissza, amikor „Iluro” vagy „Illuro” néven ismert falu volt. A közelmúltban fedezték fel egy i. e. első századi római fürdőház romjait (helyi nevén Torre Llauder), amely látogatható. A tengerparti N-II-es autópálya ugyanazt az utat követi, mint az eredeti római út, a Via Augusta.
Matarót királyi rendelettel nyilvánították várossá, bár akkoriban (a XIX. században) a lakosság száma nem érte el a városi ranghoz szükséges szintet.
A félszigeti Spanyolország első vasútvonala a Mataró-Barcelona-vasútvonal volt, amelyet 1848. október 28-án nyitott meg Miquel Biada katalán üzletember és matarói születésű vállalkozó. Ez a vonal ma a Renfe/Rodalies de Catalunya R1 elővárosi járat részét képezi L'Hospitalet de Llobregat és Maçanet-Massanes között. Mataró a C-32 autópálya révén Barcelonával és Gironával, valamint a C-60 autópálya révén Granollersszel is összeköttetésben áll.
Az 1992-es barcelonai nyári olimpiai játékok idején Mataró volt a maratoni versenyek kiindulópontja.

## Földrajza
Mataró Dosrius, Sant Andreu de Llavaneres, Cabrera de Mar és Argentona községekkel határos.

## Látnivalók
Mataró a noucentista építész, Josep Puig i Cadafalch szülőhelye, aki a városházát és számos más nevezetes épületet tervezett a városban:
- Casa Coll i Regàs
- Casa Parera
- Casa Sisternes
- El Rengle
- Szent Simon remeteség
- La Beneficiència
- Mataró városfal. (1569 és 1600 között épült, és Jorge de Setara hadmérnök tervezte. Ez a fal állítólag nagyrészt a régi római fal vonalát követi. Mészhabarccsal összekötött apró kövekből épült. Mataró városfalának hét nagy kapuja volt, valamint hozzáépített tornyok, amelyek nagyobb védelmet biztosítottak. A 19. században a régi matarói városfal számos szakaszát lebontották).

A város közelében található Can Llauder római kori villájának régészeti maradványai. 

## A város híres szülöttei
- Víctor Israel, színész
- Josep Puig i Cadafalch

## Testvértelepülések
- Créteil
- Corsico
- Cehegín
- Fort Lauderdale
- Dürnau
- Gammelshausen
- Bronx

## Népesség
A település lakosságának változását az alábbi diagram mutatja:
| Lakosok száma | 5918 | 18 425 | 28 804 | 41 128 | 99 642 | 114 114 | 121 722 | 124 280 | 128 265 | 131 798 |
|               | 1717 | 1887   | 1936   | 1960   | 1986   | 2004    | 2009    | 2014    | 2019    | 2024    |